# Bydgoski Festiwal Muzyczny
Bydgoski Festiwal Muzyczny (BFM) – międzynarodowy, coroczny festiwal muzyczny odbywający się w Bydgoszczy, organizowany przez Filharmonię Pomorską im. Ignacego Jana Paderewskiego.

## Historia
Festiwal po raz pierwszy odbył się w maju 1963 roku, zorganizowany przez Filharmonię Pomorską im. Ignacego Jana Paderewskiego w Bydgoszczy. Ideą pierwszych pięciu festiwali muzycznych w latach 1963-1967 było prezentowanie na estradach koncertowych wydobytych z zapomnienia lub nowo odkrytych przez muzykologów utworów muzyki polskiej od XVII do XIX w. Stąd imprezy nazwano Festiwalami Muzyki Polskiej. Odbywały się w maju każdego roku, a datą ich rozpoczęcia był dzień 3 maja, rocznica ustanowienia Konstytucji 3 maja, dziś święto narodowe. Przez dwie pierwsze edycje imprezy organizowano poza salami filharmonii w zabytkowych wnętrzach Bydgoszczy, Torunia, Lubostronia. Potem festiwale odbywały się we wrześniu, inaugurując sezony artystyczne filharmonii. Grano w licznych obiektach koncertowych całego regionu Pomorza i Kujaw. Imprezy nazwano Bydgoskimi Festiwalami Muzycznymi.

## Charakterystyka
Bydgoski Festiwal Muzyczny to jedna z najstarszych, cyklicznych, międzynarodowych imprez w Polsce, o najdłuższej tradycji w regionie kujawsko-pomorskim, prezentująca muzykę poważną - dawną i współczesną. Festiwale cechuje różnorodność form i stylów, jednakże istotnym ich wyróżnikiem jest wysoki poziom wykonawczy, gwarantowany przez zapraszanych do Bydgoszczy wybitnych artystów polskich i zagranicznych.
Głównym celem festiwalu jest promocja kultury wysokiej ze szczególnym uwypukleniem polskiej twórczości, w tym zapomnianych utworów muzycznych polskich kompozytorów. Program koncertów obejmuje szerokie spektrum gatunków i form muzycznych, zaczerpniętych z niemal wszystkich epok.

## Przegląd festiwali
1. Festiwal Festiwal Muzyki Polskiej został zorganizowany wspólnie przez Ministerstwo Kultury i Sztuki, Prezydium Wojewódzkiej Rady Narodowej i Filharmonię Pomorską im. Ignacego Paderewskiego. Odbył się w dniach 3-11 maja 1963 r.; obejmował muzykę od średniowiecza poprzez renesans, barok, XVIII-wieczne symfonie, do XIX wieku (utwory Ignacego Paderewskiego, Mieczysława Karłowicza, Józefa Wieniawskiego, Władysława Żeleńskiego, Ludomira Michała Rogowskiego i Artura Malawskiego). W festiwalu brały udział liczni soliści oraz zespoły: Orkiestra Symfoniczna Filharmonii Pomorskiej, orkiestra Filharmonii Narodowej, orkiestra symfoniczna Filharmonii Szczecińskiej, chór Polskiego Radia i Telewizji z Wrocławia, Chór Chłopięco-Męski z Poznania, zespoły muzyki dawnej: Capella Bydgostiensis pro Musica Antiąua i Musicae Antiquae Collegium Varsoviense. Koncerty odbywały się w salach Filharmonii Pomorskiej, Teatru Polskiego i Kameralnego, w ratuszu toruńskim, auli Uniwersytetu im. Mikołaja Kopernika, oraz w zabytkowym pałacu Skórzewskich w Lubostroniu. Odbyło się dziewięć koncertów, na których wykonano ponad 90 utworów, wyłącznie kompozytorów polskich. Ponadto odbyły się dwa przedstawienia: premiera baletu Feliksa Nowowiejskiego „Król wichrów” oraz montaż słowno-muzyczny oparty na polskiej muzyce barokowej pt. „Amfitrion polski, czyli odprawa bogów greckich”. Koncerty uatrakcyjniły wybitne solistki: Regina Smendzianka i Wanda Wiłkomirska.
2. Festiwal Muzyki Polskiej odbył się w dniach 3 do 10 maja 1964 r. Wykonano 15 koncertów, których tematyka opierała się na muzyce dawnej, jak i nowszej, z przewagą utworów kompozytorów XIX wieku (8 koncertów). Wykonawcami byli: Orkiestra Symfoniczna Filharmonii Pomorskiej i chór „Arion”, orkiestra symfoniczna Filharmonii Łódzkiej, orkiestra symfoniczna Filharmonii Śląskiej, zespoły muzyki dawnej: Con Moto ma Cantabile, Capella Bydgostiensis pro Musica Antiąua i Chór Chłopięco-Męski przy Filharmonii Pomorskiej, Chór Chłopięco-Męski przy Filharmonii Poznańskiej i zespół kameralny Poznańskiego Towarzystwa Muzycznego im. Henryka Wieniawskiego, chór Państwowej Średniej Szkoły Muzycznej z Torunia, a ponadto kwartet łódzki oraz soliści-instrumentaliści.
3. Festiwal Muzyki Polskiej odbył się w dniach 3-9 maja 1965 roku. Podtrzymywał on dwutorową specyfikę repertuarową  - muzykę dawną oraz muzykę symfoniczną przełomu XVIII i XIX wieku. Starano się pokazać jak najwięcej utworów dotychczas jeszcze nieznanych, bądź nigdzie jeszcze nie opublikowanych i nie wykonywanych.
4. Festiwal Muzyki Polskiej odbył się we wrześniu 1967 r. Odbyło się 12 koncertów symfonicznych, kameralnych i recitali oraz wiele imprez towarzyszących, związanych z Bydgoskimi Dniami Sztuki. Festiwal miał charakter antologii muzyki polskiej od XVI do XIX wieku. 
5. Bydgoski Festiwal Muzyczny odbył się w dniach 6-11 września 1968 r. Imprezy odbywały się w Bydgoszczy, Toruniu i Lubostroniu, a przedmiotem zainteresowania stała się kameralistyka. Obok bydgoskich zespołów wystąpiły m.in. Orkiestra Kameralna Filharmonii Narodowej i Łódzka Orkiestra Kameralna „Pro Musica”.
Kolejny 6. Bydgoski Festiwal Muzyczny odbył się w dniach 9-17 września 1970 r. Został poświęcony muzyce kameralnej polskiej i obcej oraz wykonawcom tej muzyki. W Bydgoszczy zaprezentowały się najwybitniejsze zespoły kameralne oraz soliści z Polski i z zagranicy
Z roku na rok Bydgoskie Festiwale Muzyczne poszerzały krąg tematycznych zainteresowań, np. 11. BFM (1973) poświęcono 500. rocznicy urodzin Mikołaja Kopernika. Koncerty festiwalowe poza Bydgoszczą i Toruniem odbywały się w Lubostroniu, Szafarni, Inowrocławiu, Ciechocinku, Grudziądzu, Włocławku i cieszyły się dużym zainteresowaniem melomanów. 
15. Bydgoski Festiwal Muzyczny odbył się we wrześniu 1977 r. Odbyły się 32 koncerty (w Bydgoszczy, Toruniu, Włocławku, Grudziądzu, Ciechocinku, Koronowie, Lubostroniu, Szafarni, Pieraniu), których wysłuchało 18 tys. osób. Prezentowano muzykę dawną oraz współczesną polską i zagraniczną. Wznowiono m.in. koncerty fortepianowe z cyklu „Szlakiem Chopina” w Szafarni oraz wprowadzono novum festiwalowe w postaci „Koncertu bydgoskich debiutów”
W dniach 7-22 września 1979 r. odbył się 17. Bydgoski Festiwal Muzyczny. Zaprezentowano 25 koncertów na różnych estradach: w Bydgoszczy, Toruniu, Włocławku, Koronowie, Nawrze i Chełmnie. Najważniejszym wydarzeniem festiwalu był przyjazd do Bydgoszczy (po raz pierwszy) Krzysztofa Pendereckiego. Jedną z imprez towarzyszących było otwarcie galerii portretów rzeźbiarskich kompozytorów XX wieku w amfiladach Filharmonii Pomorskiej.
We wrześniu 1993 roku odbył się 31. Bydgoski Festiwal Muzyczny. W ramach festiwalu, odbyły się koncerty orkiestr i zespołów kameralnych oraz recitale solistów.
Począwszy od lat 90. XX wieku każda edycja festiwalu poświęcona jest innemu twórcy, myśli przewodniej, czy też idei. I tak 37. Bydgoski Festiwal Muzyczny w 1999 roku, z okazji przypadającego Roku Chopinowskiego, odbywał się pod hasłem „Chopin i kompozytorzy jego czasów”. W 2001 roku, 39. edycja zatytułowana została z kolei „Paderewski i muzyka jego czasów”. Jubileuszową edycję festiwalu w 2002 roku łączyło wspólne hasło „Muzyka jednoczącej się Europy”, a 43. Bydgoski Festiwal Muzyczny – „Muzyka bez granic”. 45. edycja Festiwalu, związana z obchodami Roku Karola Szymanowskiego, odbyła się w dniach od 10 września do 5 października 2007, pod hasłem „Karol Szymanowski i mistrzowie muzyki XX wieku”. Z kolei tytuł 46. edycji BFM – „Muzyka Krajów Europy Środkowej i Wschodniej” zaczerpnięto z okazji Europejskiego Roku Dialogu Międzykulturowego. 
48. edycja BFM w 2010 roku - „Chopin – Paderewski artyści świata” – odbyła się pod honorowym patronatem Prezydenta RP, zaś edycja 49. w 2011 r. pod honorowym patronatem Ministra Kultury i Dziedzictwa Narodowego „W hołdzie Henrykowi Mikołajowi Góreckiemu”. 

## Sesje naukowe festiwali
Bydgoskie Festiwale Muzyczne oprócz prezentacji treści artystycznych, łączono z sesjami naukowymi na wzór festiwali Musica Antiqua Europae Orientalis. Dyrektor Filharmonii Pomorskiej Andrzej Szwalbe oparł działalność artystyczną na współpracy ze sferami naukowymi, tj. Wydziałem Muzykologii Uniwersytetu Warszawskiego i Bydgoskim Towarzystwem Naukowym. Ta współpraca zaowocowała licznymi wydawnictwami oraz wykonaniem podczas festiwali najnowszych odkryć muzyki polskiej.
Już na I festiwalu w 1963 roku Wydział Humanistyczny Bydgoskiego Towarzystwa Naukowego wespół z Filharmonią Pomorską zorganizował dwudniową sesję naukową z udziałem muzykologów polskich. Szczególne zainteresowanie wzbudziły referaty prof. Hieronima Feichta z Warszawy na temat „Nowe spojrzenie na muzykę polską XVIII wieku” i Pawła Podejki z Bydgoszczy  pt. „Życie muzyczne w Bydgoszczy do końca XVIII wieku”. Podobne sesje naukowe na temat dawnej muzyki polskiej odbyły się podczas kolejnych  Festiwali Muzycznych w latach 60. i 70. XX w. W 1971 r. zaprezentowano referaty na temat polsko-francuskich kontaktów muzycznych, w 2 lata później – na temat muzyki epoki Kopernika, a w 1974 r. – na temat polsko-niemieckich kontaktów muzycznych w okresie XVIII - XX wieku. 
Ogółem w latach 1959-1974 Bydgoskie Towarzystwo Naukowe z Filharmonią Pomorską zorganizowały 11 sesji muzykologicznych, na których wygłoszono 85 referatów, w tym 10 z zagranicy. Większość referatów opublikowano w serii wydawniczej BTN „Z dziejów muzyki polskiej”.